# Ꚃ
Ꚃ, ꚃ (в Юнікоді називаєтся дзве (U+A682, U+A683)) — літера розширеної кирилиці, яка використовувалась в абхазькій мові. Відповідає сьогоднішньому диграфу Ӡә, який звучить як лабіалізований дзвінкий альвео-палатальний африкат /d͡ʑʷ/.